# 1er mai 1941
Le jeudi 1 mai 1941 est le 121e jour de l'année 1941.

## Naissances
- Akira Yokoi, joueur de rugby
- Asil Nadir, homme d'affaires chypriote-turc
- Birte Weiss, femme politique
- Brian Glencross, joueur de hockey sur gazon australien
- Christian Sorg, peintre français
- Danielle Bigata, sculptrice française
- Danielle Bigata, sculptrice française
- Envar El Kadri (mort le 19 juillet 1998), avocat et guérillero, fondateur des Forces Armées Péronistes
- Fernand Brose, peintre héraldiste de cour de belgique
- François Labande, alpiniste français
- Israël Rozen (mort le 1 novembre 2017), rabbin israélien
- Jean-Marc Stehlé (mort le 9 août 2013), acteur suisse
- Jean-Pierre Dedet, médecin et microbiologiste français, professeur émérite à la faculté de médecine de Montpellier
- Jorge Arrate, homme politique chilien
- Lukas Fierz, personnalité politique bernoise
- Magne Thomassen, patineur de vitesse norvégien
- Michèle Demai (morte le 9 novembre 2017), présentatrice et speakerine de la télévision française
- Michel Bret, artiste numérique français
- Sabine Mignot (morte le 10 mars 2001), productrice et directrice des programmes de télévision

- Tony Montana, personnage de fiction

## Décès
- André Blaise (né le 18 janvier 1888), coureur cycliste belge
- François Camel (né le 3 mai 1893), personnalité politique française
- Pierre Jossot (né le 4 avril 1859), personnalité politique française
- Reginald Morrison (né le 15 mars 1864), joueur de rugby

## Événements
- Création de 714e division d'infanterie
- Création de chapelle Saint-Philippe-et-Saint-Jean-Argensis de Charcuble
- Première ou sortie à New York du film d'Orson Welles Citizen Kane (en France le 3 juillet 1946 seulement)[1].
- Création deu Front national des musiciens en France
- Grève des 100 000 en Belgique
- Massacre de Blagaj en Croatie
- Publication de la nouvelle Menteur ! d'Isaac Asimov
- Création de l'Oflag X-D
- Création des Volontaires de la Liberté